# San José de la Montaña, Morelos
San José de la Montaña är en ort i Mexiko.   Den ligger i kommunen Huitzilac och delstaten Morelos, i den sydöstra delen av landet, 50 km söder om huvudstaden Mexico City. San José de la Montaña ligger 2 383 meter över havet och antalet invånare är 132.
Terrängen runt San José de la Montaña är varierad, och sluttar söderut. Runt San José de la Montaña är det mycket tätbefolkat, med 1 463 invånare per kvadratkilometer. Närmaste större samhälle är Cuernavaca, 9,6 km söder om San José de la Montaña. I omgivningarna runt San José de la Montaña växer huvudsakligen savannskog.